# Hippias (Bildhauer)
Hippias (altgriechisch Ἱππίας) war ein griechischer Erzgießer, der im 4. Jahrhundert v. Chr. tätig war.
Pausanias berichtet, eine von Hippias geschaffene Siegerstatue des Tyrannen Duris von Samos habe im Zeusheiligtum Olympia gestanden. Duris war der Inschrift der Statue nach Gewinner im Faustkampf der Knaben gewesen. Er und seine Familie hielten sich wegen der athenischen Besetzung der Insel Samos zu dieser Zeit im Exil auf (366/365–320/321 v. Chr.).